# Aure (Ardennes)
Pour les articles homonymes, voir Aure.
Aure est une commune française située dans le département des Ardennes, en région Grand Est.

## Géographie
La commune est à la limite sud du département des Ardennes : parmi les communes limitrophes, Sommepy-Tahure appartient au département de la Marne.
| Semide         | Liry | Marvaux-Vieux |
| Sommepy-Tahure | Aure |               |
|                |      | Manre         |

Le ruisseau de l'Alin a sa source sur le territoire de la commune. Les habitations sont au confluent de plusieurs ravins.

### Hydrographie
La commune est dans la région hydrographique « la Seine du confluent de l'Oise (inclus) à l'embouchure » au sein du bassin Seine-Normandie. Elle est drainée par le ruisseau d'Alin,.
Le ruisseau d'Alin, d'une longueur de 17 km, prend sa source dans la commune  et se jette  dans l'Aisne à Brécy-Brières, après avoir traversé huit communes.

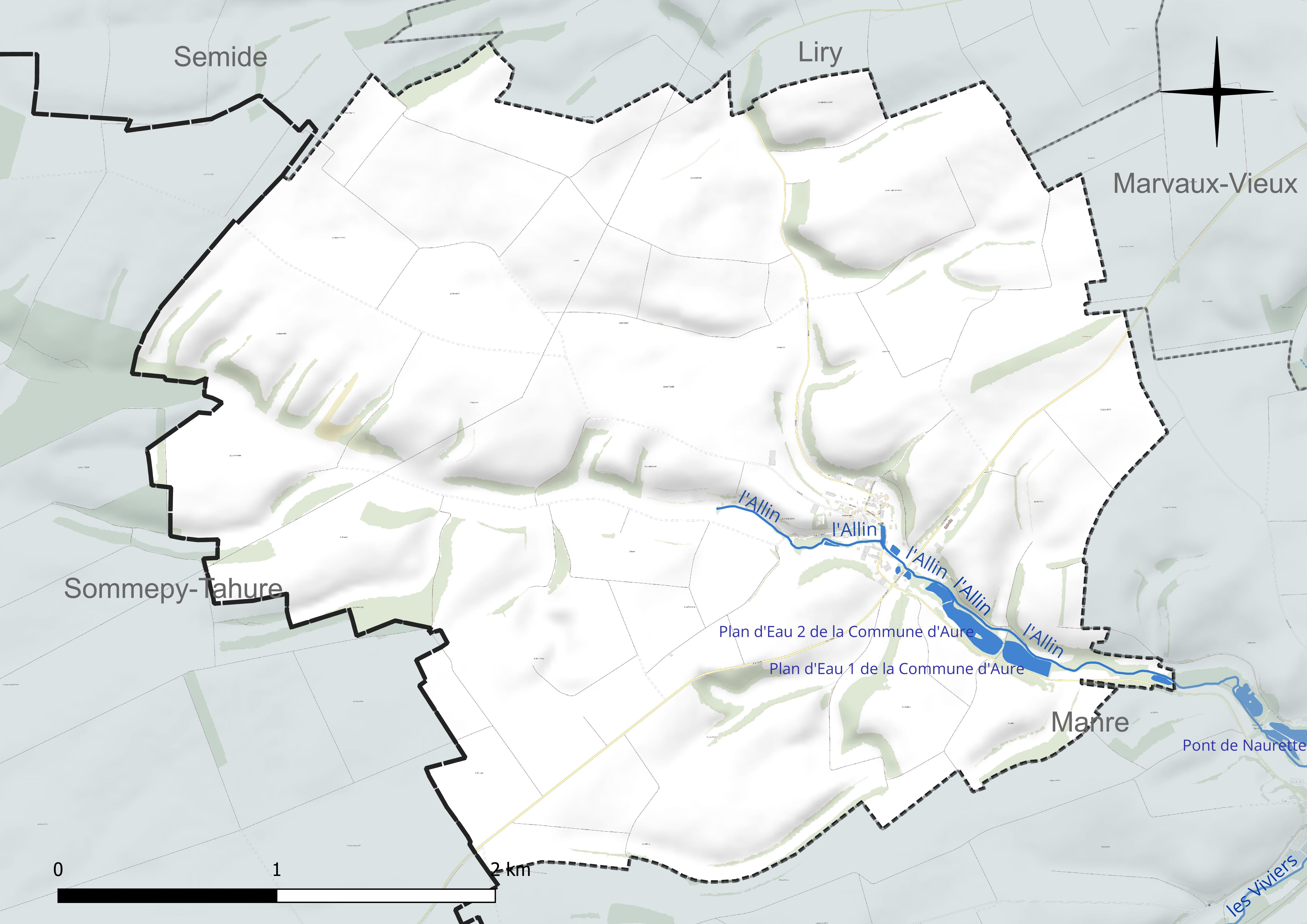
Réseaux hydrographique d'Aure.

Deux plans d'eau complètent le réseau hydrographique : le plan d'eau 1 de la commune d'Aure (1,8 ha) et le plan d'eau 2 de la commune d'Aure (2,4 ha),.

### Climat
Pour des articles plus généraux, voir Climat du Grand Est et Climat des Ardennes.
En 2010, le climat de la commune est de type climat des marges montargnardes, selon une étude du Centre national de la recherche scientifique s'appuyant sur une série de données couvrant la période 1971-2000. En 2020, Météo-France publie une typologie des climats de la France métropolitaine dans laquelle la commune est exposée à un climat océanique altéré et est dans la région climatique Nord-est du bassin Parisien, caractérisée par un ensoleillement médiocre, une pluviométrie moyenne régulièrement répartie au cours de l’année et un hiver froid (3 °C).
Pour la période 1971-2000, la température annuelle moyenne est de 10,2 °C, avec une amplitude thermique annuelle de 16 °C. Le cumul annuel moyen de précipitations est de 807 mm, avec 12,7 jours de précipitations en janvier et 9 jours en juillet. Pour la période 1991-2020, la température moyenne annuelle observée sur la station météorologique de Météo-France la plus proche, « Sommepy », sur la commune de Sommepy-Tahure à 6 km à vol d'oiseau, est de 10,9 °C et le cumul annuel moyen de précipitations est de 771,4 mm. 
La température maximale relevée sur cette station est de 41 °C, atteinte le 25 juillet 2019 ; la température minimale est de −16 °C, atteinte le 4 janvier 2004,,.
Les paramètres climatiques de la commune ont été estimés pour le milieu du siècle (2041-2070) selon différents scénarios d'émission de gaz à effet de serre à partir des nouvelles projections climatiques de référence DRIAS-2020. Ils sont consultables sur un site dédié publié par Météo-France en novembre 2022.

## Urbanisme

### Typologie
Au 1er janvier 2024, Aure est catégorisée commune rurale à habitat très dispersé, selon la nouvelle grille communale de densité à 7 niveaux définie par l'Insee en 2022.
Elle est située hors unité urbaine et hors attraction des villes,.

### Occupation des sols
L'occupation des sols de la commune, telle qu'elle ressort de la base de données européenne d’occupation biophysique des sols Corine Land Cover (CLC), est marquée par l'importance des territoires agricoles (99,9 % en 2018), en augmentation par rapport à 1990 (97,8 %). La répartition détaillée en 2018 est la suivante : 
terres arables (92,9 %), zones agricoles hétérogènes (6,9 %), forêts (0,1 %). L'évolution de l’occupation des sols de la commune et de ses infrastructures peut être observée sur les différentes représentations cartographiques du territoire : la carte de Cassini (XVIIIe siècle), la carte d'état-major (1820-1866) et les cartes ou photos aériennes de l'IGN pour la période actuelle (1950 à aujourd'hui).

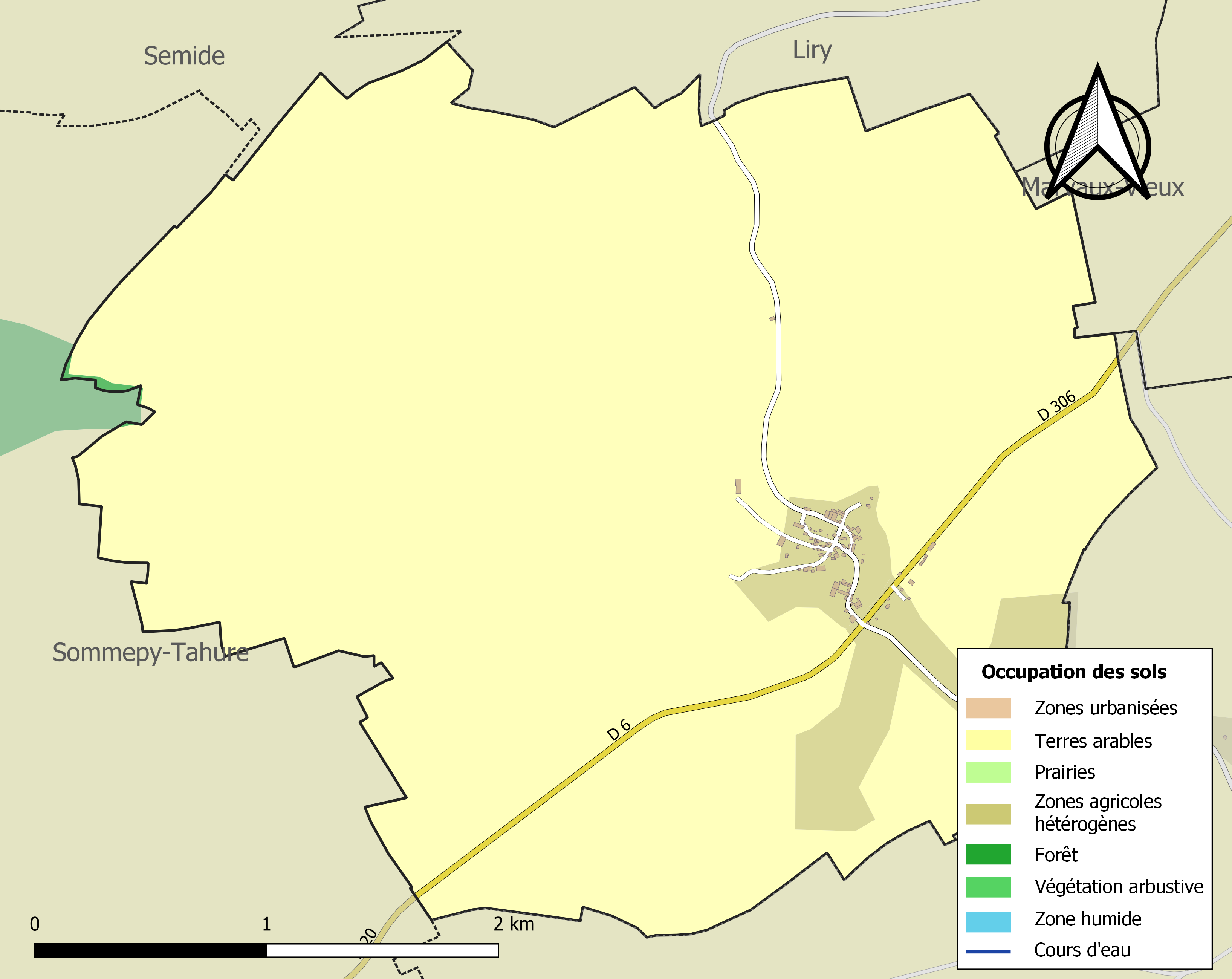
Carte des infrastructures et de l'occupation des sols de la commune en 2018 (CLC).

## Toponymie
Les toponymies relevés dans d'anciennes chartes donnent Aura, Alra, Aurra, fin XIe siècle.

## Histoire
À la suite d'une étude des environs de la nécropole préhistorique du mont Troté à Manre, une autre nécropole est détectée en 1967 à Aure, au lieu-dit les Rouliers, à 800 m environ du Mont Troté, confirmant des implantations dans cette région dès l'âge du fer. Des fouilles sont entreprises jusqu'au milieu des années 1970 sur ce site. Cette nécropole date de la fin du premier âge du fer (période dite de la civilisation de Hallstatt) et du début du deuxième âge du fer (période dite de la civilisation de La Tène), avec des inhumations en tombes plates et des enclos rituels (18 enclos pour 50 tombes), dans un rectangle de 150 m sur 100 m.
Au XIIIe siècle, la seigneurie d'Aure appartient à l'archevêché de Reims, qui, en 1297, laisse le moulin d'Aure en fief aux comtes de Grandpré. Au  début du XVIIe siècle, cette seigneurie devient propriété de la famille de Fougères en Champagne,,. Cette famille met en vente la terre d'Aure en 1788, un an avant la Révolution française.

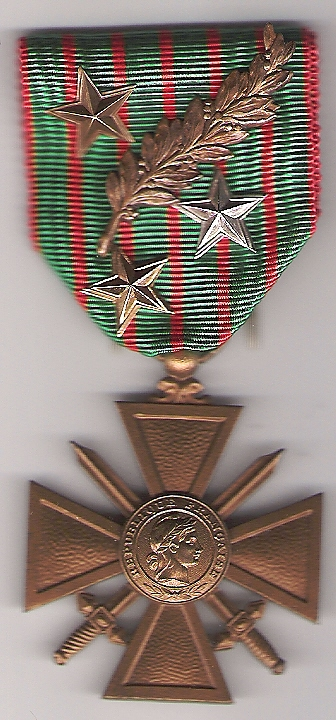

Pendant la Première Guerre mondiale, le village est à proximité de la ligne sur laquelle le front se stabilise, de fin septembre 1914 à fin septembre 1918. Le village est occupé pendant toute cette période. Le 22 novembre 1915, les aviateurs Maurice Schlumberger et Gaston Montézuma sont tués par l'infanterie allemande, après qu'ils ont été contraints de poser leur Spad  endommagé, derrière les lignes allemandes. Ils sont mentionnés sur le monument aux morts du village, inauguré le 29 juillet 1928, et par une stèle dans un verger. À l'automne 1918, une offensive qui se veut décisive est déclenchée par le maréchal Foch pour reprendre les Ardennes et l'Argonne, c'est l'offensive Meuse-Argonne mettant à contribution la 1re armée américaine et la 4e armée française dans le sud des Ardennes. Cette offensive commence le 26 septembre à Tahure, permet de repousser les forces allemandes de trois ou quatre kilomètres le premier jour puis se heurte à une forte résistance, sur un terrain préparé depuis des années par les forces allemandes. Le ravin d'Aure est franchi le 29 septembre 1918. Le 1er mars 1921, la commune se voit décerner la Croix de guerre 1914-1918.

## Politique et administration
| Période                                  | Période  | Identité         | Étiquette | Qualité     |
| ---------------------------------------- | -------- | ---------------- | --------- | ----------- |
| 1879                                     |          | P.-E. Gueillot   |           |             |
| Les données manquantes sont à compléter. |          |                  |           |             |
| avant 1988                               | 2020     | Michel Cartelet  | DVD       | Agriculteur |
| 2020                                     | En cours | Cédric Nicolitch | DVD       | Agriculteur |

## Démographie
En 2022 , la commune d’Aure comptait 38 habitants. À partir du XXIe siècle, les recensements réels des communes de moins de 10 000 habitants ont lieu tous les cinq ans. Les autres chiffres sont des estimations.
| 1793 | 1800 | 1806 | 1821 | 1831 | 1836 | 1841 | 1846 | 1851 |
| ---- | ---- | ---- | ---- | ---- | ---- | ---- | ---- | ---- |
| 131  | 136  | 138  | 152  | 162  | 166  | 154  | 167  | 146  |

| 1866 | 1872 | 1876 | 1881 | 1886 | 1891 | 1896 | 1901 | 1906 |
| ---- | ---- | ---- | ---- | ---- | ---- | ---- | ---- | ---- |
| 150  | 122  | 133  | 164  | 147  | 146  | 127  | 106  | 111  |

| 1911 | 1921 | 1926 | 1931 | 1936 | 1946 | 1954 | 1962 | 1968 |
| ---- | ---- | ---- | ---- | ---- | ---- | ---- | ---- | ---- |
| 113  | 100  | 103  | 98   | 90   | 105  | 117  | 102  | 89   |

| 1975 | 1982 | 1990 | 1999 | 2004 | 2006 | 2009 | 2014 | 2019 |
| ---- | ---- | ---- | ---- | ---- | ---- | ---- | ---- | ---- |
| 74   | 66   | 56   | 46   | 62   | 68   | 50   | 51   | 43   |

| 2022 | - | - | - | - | - | - | - | - |
| ---- | - | - | - | - | - | - | - | - |
| 38   | - | - | - | - | - | - | - | - |

## Culture locale et patrimoine

### Lieux et monuments
- Église Saint-Georges d'Aure.

### Aure dans les arts
Aure est citée dans le poème d’Aragon, Le Conscrit des cent villages, écrit comme acte de Résistance intellectuelle de manière clandestine au printemps 1943, pendant la Seconde Guerre mondiale.